# رافیک مخیتاریان
رافیک آرشاویری مخیتاریان (ارمنی: Ռաֆիկ Արշավիրի Մխիթարյան؛ زادهٔ ۱۴ ژوئن ۱۹۴۵) یک  سیاستمدار اهل ارمنستان است که از تاریخ ۱۹۹۰ تا تاریخ ۱۹۹۵ سمت نمایندگی دوره اول شورای عالی جمهوری ارمنستان را برعهده داشت.

## زندگی‌نامه
در ۱۴ ژوئن ۱۹۴۵ ‏در ارمنستان به دنیا آمد . 